# Giancarlo Marocchi
Giancarlo Marocchi (Imola, 1965. július 4. –) világbajnoki bronzérmes olasz labdarúgó, középpályás.

## Pályafutása

### Klubcsapatban
A Bologna csapatában kezdte a labdarúgást. 1982-ben mutatkozott be az első csapatban. Tagja volt az 1987–88-as Serie B-győztes csapatnak. 1988 és 1996 között a Juventus labdarúgója volt, ahol egy bajnoki címet, két-két olasz kupa- és UEFA-kupagyőzelmet ért el a csapattal. Tagja volt az 1995–96-os bajnokok ligája győztes együttesnek. 1996-ban visszatért nevelősegyesületéhez és még négy idényen át játszott. 2000-ben fejezte be az aktív labdarúgást.

### A válogatottban
1988 és 1991 között 11 alkalommal szerepelt az olasz válogatottban. Az 1990-es hazai rendezésű világbajnokságon a bronzérmes csapat tagja volt.

## Sikerei, díjai
Olaszország
- Világbajnokság
  - bronzérmes: 1990, Olaszország

 Bologna
- Olasz bajnokság – másodosztály (Serie B)
  - bajnok: 1987–88

 Juventus
- Olasz bajnokság (Serie A)
  - bajnok: 1994–95
- Olasz kupa (Coppa Italia)
  - győztes: 1990, 1995
- bajnokok ligája
  - győztes: 1995–96
- UEFA-kupa
  - győztes: 1989–90, 1992–93